# Taśmy Watykanu
Taśmy Watykanu (tytuł oryg. The Vatican Tapes) – amerykański film fabularny z 2015 roku, napisany przez Christophera Borrelli i Michaela C. Martina oraz wyreżyserowany przez Marka Neveldine’a. Opowiada historię młodej kobiety (w tej roli Olivia Taylor Dudley), która zostaje opętana przez Szatana; mają jej pomóc duchowni z Watykanu. Scenariusz projektu znalazł się na liście najlepszych niezrealizowanych skryptów Hollywoodu w 2009 roku. Produkcja Taśm Watykanu ruszyła w lipcu 2013, a premiera gotowego obrazu nastąpiła dwa lata później.

## Obsada
- Olivia Taylor Dudley − Angela Holmes
- Peter Andersson − Kardynał Mattias Bruun
- Dougray Scott − Roger Holmes
- Michael Peña − Ojciec Lozano
- John Patrick Amedori − Peter „Pete” Smith
- Djimon Hounsou − Wikary Imani
- Kathleen Robertson − dr. Richards
- Michael Paré − detektyw Harris
- Alison Lohman − pacjentka w szpitalu psychiatrycznym
- Aleksiej Worobjow − dr. Kulik
- Scott Sheldon − pracownik szpitala
- Daniel Bernhardt − ochroniarz w szpitalu psychiatrycznym